# Ernest Lawrence

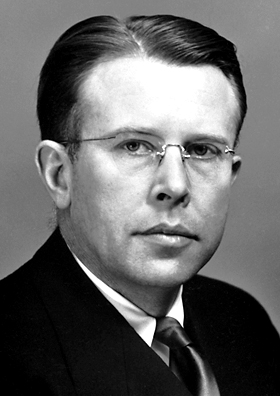
Ernest Lawrence, 1939

Ernest Orlando Lawrence (* 8. August 1901 in Canton, South Dakota; † 27. August 1958 in Palo Alto, Kalifornien) war ein US-amerikanischer Atomphysiker und Nobelpreisträger.

## Leben
Ernest Lawrence wurde am 8. August 1901 als Sohn der gebürtigen Norweger Carl Gustavus Lawrence und Gunda Regina Jacobson in Canton geboren. Nach dem Besuch der Canton High School und des St. Olaf College begann er 1919 an der University of South Dakota ein Studium der Chemie, das er 1922 mit dem B.A. abschloss. Nach dem M.A. an der University of Minnesota 1923 ging er für ein Jahr an die University of Chicago, an der er sich mit der Physik beschäftigte, und promovierte 1925 an der Yale University in Physik. Nach drei weiteren Jahren in Yale, zwei als National Research Fellow und das letzte als Assistant Professor für Physik, wurde er 1928 auf eine Stelle als Associate Professor für Physik an der University of California, Berkeley berufen, die 1930 in eine ordentliche Professur umgewandelt wurde. 1936 wurde er Direktor des Strahlungslabors.
Lawrence heiratete am 14. Mai 1932 Mary Kimberly Blumer, die Tochter des emeritierten Dekans der Yale Medical School, Dr. George Blumer. Das Paar hatte sechs Kinder: Eric, Margaret, Mary, Robert, Barbara und Susan. Er starb am 27. August 1958 in Palo Alto.

## Werk

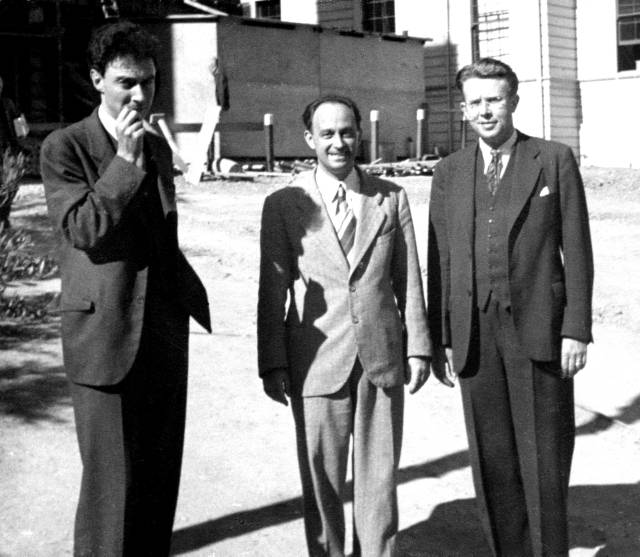
Oppenheimer, Fermi und Lawrence (von links)

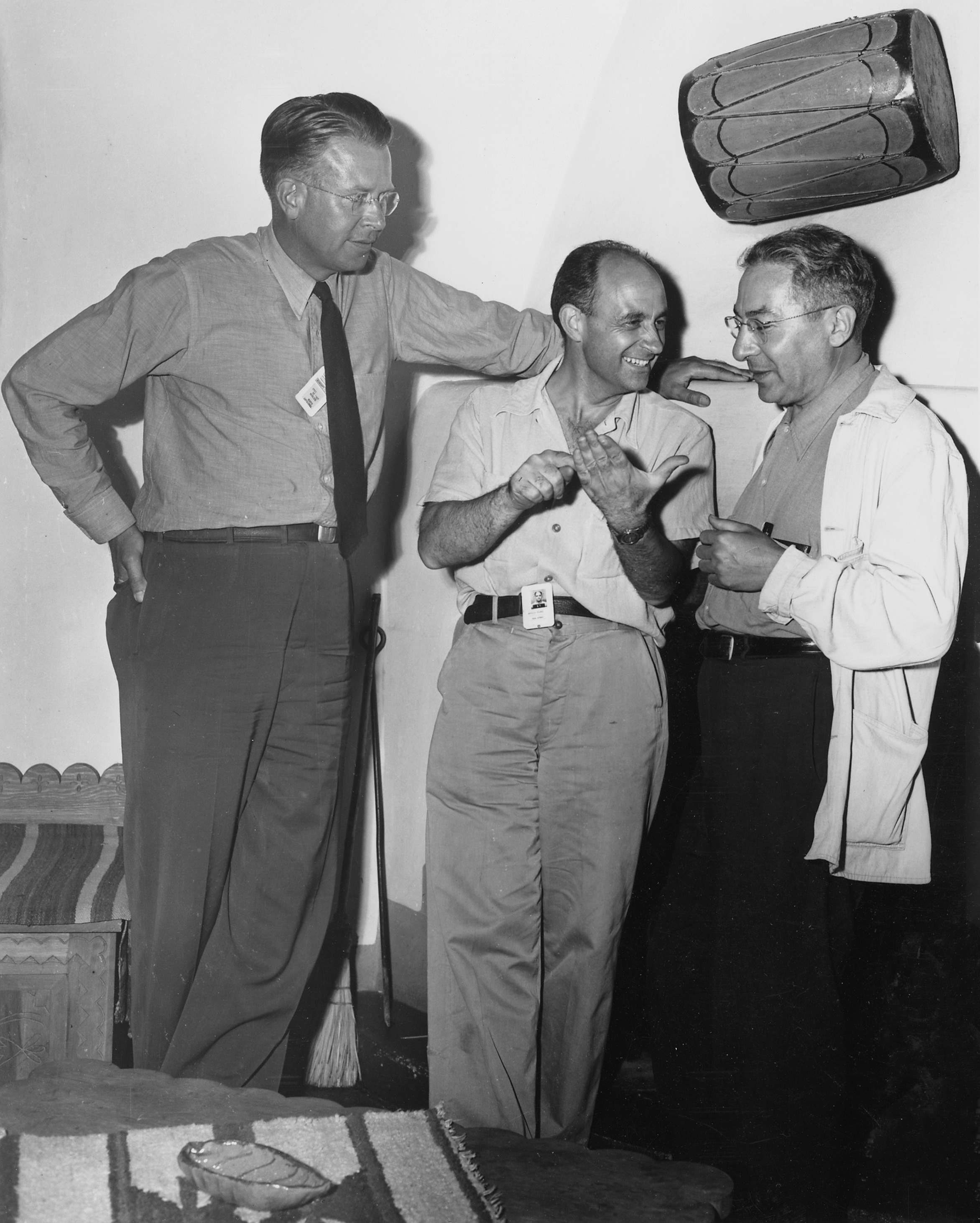
Lawrence, Fermi und Rabi (von links)

Nach ersten Arbeiten über das Ionisationspotential von Metalldämpfen erfand Lawrence 1929 das Zyklotron, das er nutzte, um verschiedene Elemente mit beschleunigten Teilchen zu beschießen. Durch den Teilchenbeschuss wurden in seltenen Fällen vollkommen neue Elemente sowie hunderte zuvor unbekannte radioaktive Isotope der bekannten Elemente erzeugt. Für seine Erfindung beantragte er am 26. Januar 1932 in den USA Patentschutz, der ihm am 20. Februar 1934 gewährt wurde. Mit einem leistungsstärkeren Zyklotron konnte er 1941 erstmals die aus der kosmischen Strahlung bekannten Mesonen erzeugen, später weitete er seine Studien auch auf die Antiteilchen aus.
Zusammen mit seinem Bruder John H. Lawrence, der Direktor des Labors für Medizinische Physik der Universität wurde, beschäftigte er sich auch mit den medizinischen und biologischen Anwendungsmöglichkeiten des Zyklotrons und wurde Berater des Instituts für Krebsforschung in Columbia.

„Vor der amerikanischen chemischen Gesellschaft in San Franzisko machte Prof. Ernest Lawrence Mitteilungen über die Möglichkeit, Kalium und Natrium künstlich radioaktivierbar zu machen. Lawrence hat in seinem Laboratorium kleinste Mengen radioaktiven Natriums aus gewöhnlichem Kochsalz hergestellt. […] Das neue Salzradium strahlt nicht wie das natürliche drei Formen der Strahlung, sondern nur Gamma-Strahlen aus, die für Krebsbehandlung verwendet werden. Gegenüber der Lebensdauer von rund 1700 Jahren, die natürliches Radium besitzt, verliert das Salzradium seine Wirksamkeit in etwa fünfzehn Stunden. Nach Ansicht Lawrences bedeutet aber diese Kürze der Lebensdauer einen großen Vorteil für die Medizin. Über die Kosten für die kommerzielle Herstellung der neuen Substanzen konnte Prof. Lawrence keine Angaben machen außer der Mitteilung, daß sie viel geringer als die Kosten für natürliches Radium sein würden. In medizinischen Kreisen wird es für durchaus möglich gehalten, daß die Entdeckung der künstlichen Radioaktivität für die Medizin von ebenso großer, wenn nicht noch größerer Bedeutung sein wird als die Entdeckung des natürlichen. An sich ist dies wohl auch einleuchtend, denn in der Medizin werden gerade solche radioaktive Stoffe bzw. Verbindungen benötigt, deren Wirkungsdauer beschränkt und genau übersehbar ist. Kochsalzverbindungen mit künstlich radioaktivem Natrium werden dem Organismus eingespritzt, wirken dort eine kurze Zeit und, wenn die Wirkung abklingt, bleibt nur das unschädliche Kochsalz als Restbestand zurück.“

Lawrence war während des Zweiten Weltkrieges maßgeblich an der Entwicklung der Atombombe beteiligt, dafür baute er das Calutron, nach dem Krieg setzte er sich für einen Atomteststopp ein und war Mitglied der US-Delegation auf der Konferenz in Genf 1958, die dieses Thema behandelte.

## Würdigung und Auszeichnungen
1934 wurde Lawrence in die National Academy of Sciences, 1937 in die American Academy of Arts and Sciences gewählt. Seit 1942 war er Ehrenmitglied der Akademie der Wissenschaften der UdSSR und seit 1946 Honorary Fellow der Royal Society of Edinburgh.
Für die Erfindung und Weiterentwicklung des Zyklotrons sowie für die damit erzielten Ergebnisse, insbesondere die Herstellung künstlicher radioaktiver Elemente, wurde er 1939 mit dem Physik-Nobelpreis ausgezeichnet. Das 103. Element des chemischen Periodensystems, Lawrencium (Lr), wurde nach ihm benannt.
- Elliott-Cresson-Medaille, Franklin Institute
- Comstock-Preis für Physik, 1938
- Hughes-Medaille, Royal Society
- Duddell-Medaille, Physical Society of London
- Faraday-Medaille, Institution of Electrical Engineers
- Enrico-Fermi-Preis
- Medal for Merit
- Nobelpreis für Physik, 1939
- Offizier der Ehrenlegion
- 14 Ehrendoktorwürden, 13 amerikanische sowie eine britische (Glasgow)

Der Mondkrater Lawrence ist nach ihm und dem Astronauten Robert Henry Lawrence Jr. benannt. Der zweijährig von der Atomic Energy Commission verliehene Ernest-Orlando-Lawrence-Preis ist ihm gewidmet.
Das Lawrence Livermore National Laboratory und das Ernest Orlando Lawrence Berkeley National Laboratory sind nach ihm benannt.